# آمازون‌ها (اسطوره‌شناسی یونان)
آمازون‌ها (به یونانی: Αμαζόνες) در اسطوره‌های یونانی، نام قبیله‌ای از زنان جنگجو است که هیچ مردی را به جمع خود راه نمی‌دادند. زنان جنگجویی که در ایلیاد با نام antianeirai و توسط هرودوت با نام androktones توصیف شده‌اند. احتمال دارد علاوه بر اساطیری بودن، واقعیت تاریخی داشته باشند. هردوت جای ایشان در میان مرزهای سکاها و سرمتی‌ها می‌داند (کشور اکراین امروزی یا کولخیس در غرب گرجستان) البته برخی تاریخ شناسان مکان آن‌ها را در آسیای صغیر یا بیشتر در لیبیا می‌دانند.
منشأ این واژه چندان قطعی نیست. این احتمال هست که یک واژه ترکیبی ایرانی باشد (ها-مازان) در معنی «با هم جنگیدن، هم‌رزمی». همچنین می‌تواند برگرفته از لغت amazoi که در زبان یونانی به معنی «پستان کم» ناشی از افسانه‌ای است که می‌گویند آن‌ها پستان سمت راست دختران را از جوانی می‌بریدند یا می‌سوزاندند، تا کشیدن کمان برایشان آسان شود، چون تیر و کمان سلاح اصلی آن‌ها بود. آمازون‌ها از شمشیر هم استفاده می‌کردند، تبر دو طرفه و سپرهای هلالی شکل با خود حمل می‌کردند. بیشتر نبردهای آن‌ها بر پشت اسب انجام می‌شد.
آن‌ها بعضی مواقع برای بقای نسل با مردهای قوم‌های دیگر ملاقات می‌کردند، اما فقط دخترها را بزرگ می‌کردند و پسرها را کشته یا به نزد پدر بازمی‌گرداندند.
هرکول نیز مجبور بود به سرزمین آمازون سفر کند تا نهمین خوان خود که توسط یوریستئوز برای او طرح شده بود را به اتمام برساند. این خوان به «کمربند هیپولیتا» شهرت دارد و وظیفهٔ او برگرداندن این کمربند نمادی بود که از طرف آرس، خدای جنگ به آمازون‌ها داده شده بود. می‌گویند که آمازون‌ها از نوادگان آرس و اتررا هستند.